# لينا كيلاني
لينا كيلاني كاتبة سورية ومن أشهر كتّأب أدب الأطفال في الوطن العربي.

## النشأة
ولدت في دمشق لأب هو ضابط أركان حرب في الجيش العربي السوري في سلاح المدفعية بعد أن عاد من دراسة تخصصية في ألمانيا وفرنسا، وحاز إلى جانب تخصصه في سلاح المدفعية على شهادة في الرياضيات العليا. عمل على الجبهة السورية في الجولان منذ الخمسينيات حتى أواخر السينيات عندما سرّح من الجيش برتبة عميد.
والدتها هي الأديبة السورية المعروفة (قمر كيلاني) التي ذاعت شهرتها في سوريا والوطن العربي في السينيات في مجال الأدب والصحافة، واشتهرت في مجال القصة القصيرة، والرواية، والمقالة، ولا يزال حضورها ساطعاً في الصحافة والأدب، والمشاركة في الندوات والمؤتمرات العربية في الوطن العربي، وعملت كعضو في المكتب التنفيذي لاتحاد الكتّأب العرب على مدى خمسة وعشرين عاماً، وشاركت كعضو في هيئة تحرير عدد من المجلات الأدبية، وتولت رئاسة تحرير مجلة الآداب الأجنبية.
وهي حالياً تعيش في القاهرة.

## المسيرة المهنية
عملت لدى جامعة الدول العربية في المكتب الإقليمي للمنظمة العربية للتنمية الزراعية بدمشق حتى عام 1990. تفرغت للعمل الأدبي منذ عام 1992. كتبت العديد من الأعمال الأدبية للأطفال منذ أن كانت طالبة في الجامعة، وبدأت بنشر قصصها منذ عام 1976 في الصحافة السورية في جريدة تشرين، وكذلك في جريدة البعث، وجريدة الثورة، وغيرها من الصحف، والمجلات السورية والعربية.
ساهمت على مدى عدة سنوات وبشكل أسبوعي في مجلات أطفال، وصحف عربية سواء بالسيناريوهات، أو القصة القصيرة للأطفال. وساهمت ولا تزال في الصحافة السورية والعربية بالعديد من القصص، والمقالات في مجال النقد السينمائي، وأدب الأطفال، وغيرها.
قامت بتأسيس ملحق للأطفال لدى مجلة تشرين الأسبوعي، ومجلة المرأة العربية، وساهمت في تأسيس ملحق للطفل في صحيفة البعث. ولها العديد من الترجمات في الصحافة عن اللغتين الإنكليزية، والإسبانية.
لها مقالات عديدة في الصحافة العربية، وأبحاث، ودراسات.
لها مشاركة في عدد من مجلات الأطفال مثل مجلة العربي الصغير، باسم، وسمير، وأسامة، والشاطر، ونونه، ومجلة «Q Kids» التي تصدر باللغة الإنكليزية.
لها مقال شهري في نشرة الباحث، وهي نشرة تعنى بأخبار البحث العلمي، وتصدر عن دائرة العلاقات العامة والإعلام بجامعة السلطان قابوس في سلطنة عُمان.
لها مساهمات بمقالات في نشرة المسار الصادرة عن جامعة السلطان قابوس في سلطنة عمان.

## نقد ودراسات
تناول مؤلفاتها عدد كبير من الصحفيين والكتّأب في وسائل الإعلام، كما تناولها نقّاد كبار في ندوات خاصة وفي أبحاث ومحاضرات، وورد تحليل لها من بعض الأكاديميين والدارسين (لأدب الأطفال في سوريا)، كما كانت تلك المؤلفات موضوع دراسة لرسائل جامعية في الدراسات العليا في كل من سوريا، ولبنان، ومصر، ومؤخراً اختير كتاب «الحلم والمستقبل» وكتاب «يحكي أن» ليكون كل منهما موضوعاً لرسائل ماجستير في كل من إيران، وتونس، وفرنسا.

## التكريم والجوائز الأدبية
- الجائزة الذهبية لمهرجان القاهرة للإذاعة والتلفزيون عن مسلسل دمى الصلصال «قصص الأنبياء»، إنتاج التلفزيون المصري، 1998.
- كرمت بدرع صنعاء العاصمة الثقافية لعام 2004.
- حصل كتاب «أنفلونزا.. يا فايزة» على جائزة سوزان مبارك لأدب الطفل لعام 2006.
- جائزة الصحافة العربية 2008، الدورة الثامنة، فئة صحافة الطفل
- الجائزة الفضية لمهرجان تونس العربي للأعمال الإذاعية والتلفزيونية بدورته الرابعة عشر «دورة القدس» 2009، عن مسلسل الأطفال الدرامي «الأحلام الذهبية».
- الجائزة الذهبية لمهرجان الإعلام العربي في القاهرة عن مسلسل الأطفال الدرامي «الأحلام الذهبية»، 2009.
- كرمت من قبل وزارة الثقافة ـ مديرية ثقافة الطفل 2009.

## أعمال الدراما التلفزيونية والرسوم المتحركة

### الأعمال التلفزيونية
- سلسلة قصص الأنبياء، التلفزيون المصري، 1998.
- سلسلة المبشرون والمبشرات بالجنة، التلفزيون المصري، 2000.
- سيرة الرسول محمد (ص)، التلفزيون المصري، 2001.
- مسلسل درامي للأطفال بعنوان «أهلاً يا جدي»، الهيئة العامة للإذاعة والتلفزيون، 1998.
- مسلسل درامي للأطفال بعنوان «الأحلام الذهبية»، الهيئة العامة للإذاعة والتلفزيون، 2009.
- برنامج تلفزيوني للأطفال بعنوان «بوابات الطفولة»، الفضائية التربوية السورية، 2009.
- برنامج تلفزيوني بعنوان «خفايا وأسرار»، الفضائية التربوية السورية، 2011.

وأفلام قصيرة (رسوم متحركة): «أخي محمد»، و«رنا البردانة»، و«الخبز المر».
كما قامت، وبتكليف من وزارة الثقافة، بكتابة سيناريو فيلم سينمائي طويل للأطفال من الرسوم المتحركة حول الثورة السورية بعنوان «ساري وحماة الديار»، لصالح المؤسسة العامة للسينما، وزارة الثقافة في سورية. إضافة إلى السباعيات الإذاعية وما تمت إذاعته من نتاجها الأدبي في إذاعة دمشق في القصة والرواية وقصص الأطفال.

## الترجمة
ترجم بعض من أعمالها إلى اللغات: الألبانية، السلافية، الصينية، الروسية، الإسبانية، الإنكليزية، الفارسية، والفرنسية.

## المؤلفات
1ـ العصافير لا تحب الزجاج، (مجموعة قصصية)، بالتعاون مع اتحاد الكتّأب العرب، (سوريا)، 1979.
2ـ الجزيرة السعيدة، (مجموعة قصصية)، اتحاد الكتّأب العرب، (سوريا)، الطبعة الأولى 1981، الطبعة الثانية 1983.
3ـ الطائر الذي وجد صوته، (قصة طويلة)، دار الجليل، (سوريا)، 1981.
4ـ مغارة الكنز، (قصة طويلة)، دار الجليل، (سوريا)، الطبعة الأولى 1985، دار لونغمان العالمية، (مصر)، الطبعة الثانية 2002
5ـ أصدقاء الطبيعة، (قصة طويلة)، دار الجليل، (سوريا)، 1985.
6ـ العصافير تعقد مؤتمرها، (قصة طويلة)، دار الجليل، (سوريا)، 1987.
7ـ رحلة الأمل، (مجموعة قصصية)، اتحاد الكتّأب العرب، (سوريا)، 1988.
8ـ السمكة المغرورة، (مجموعة قصصية)، وزارة الثقافة، (سوريا)، 1988.
9ـ مغامرات الكلب فوفو، (مجموعة قصصية)، وزارة الثقافة، (سوريا)، الطبعة الأولى 1989، دار المعارف (مصر)، الطبعة الثانية 2000.
10ـ الضفدع روغ، (مجموعة قصصية)، اتحاد الكتّأب العرب، (سوريا)، الطبعة الأولى 1989، دار المعارف (مصر)، الطبعة الثانية 2000.
11ـ أخي محمد، (سلسلة أبناء الحجارة)، دار قوس قزح، (سوريا)، 1989.
12ـ الخبز المر، (سلسلة أبناء الحجارة)، دار قوس قزح، (سوريا)، 1989.
13ـ أنا عربي، (سلسلة أبناء الحجارة)، دار قوس قزح، (سوريا)، 1989.
14ـ فارس الشجاع، (سلسلة أبناء الحجارة)، دار قوس قزح، (سوريا)، 1989.
15ـ ريما والبطة أم الخير، (مجموعة قصصية)، دار طلاس، (سوريا)، 1990.
16ـ القطة مياو، (مجموعة قصصية)، دار قوس قزح، (سوريا) الطبعة الأولى 1991، دار الأمين، (مصر)، الطبعة الثانية 2000.
17ـ الغزالة ريم، (مجموعة قصصية)، اتحاد الكتّأب العرب، (سوريا)، الطبعة الأولى 1991، دار المعارف، (مصر)، الطبعة الثانية 2000.
18ـ عيد ميلاد سعيد، (قصة طويلة)، يونيسف، (سوريا)، 1993.
19ـ الديك كوكو، (مجموعة قصصية)، وزارة الثقافة، سوريا، 1994.
20ـ الأفعى سامو، (مجموعة قصصية)، وزارة الثقافة، سوريا، 1994.
21ـ السمكة سيرا، (مجموعة قصصية)، اتحاد الكتّأب العرب، سوريا، الطبعة الأولى 1994، دار المعارف، الطبعة الثانية 2000.
22ـ رحلة في عالم مجهول، (رواية للشباب)، وزارة الثقافة، (سوريا)، الطبعة الأولى 1995، دار المعارف، (مصر)، الطبعة الثانية 2000.
23ـ السلحفاة نسمة، (مجموعة قصصية)، وزارة الثقافة، (سوريا)، 1995.
24ـ الأحلام الذهبية، (مجموعة قصصية)، دار الأهرام، (مصر)، الطبعة الأولى 1995، دار المعارف، (مصر)، الطبعة الثانية 2010.
25ـ الغراب غاق (ج1)، (مجموعة قصصية)، الجمعية الكويتية لتقدم الطفولة العربية، (الكويت)، 1995.
26ـ الغراب غاق (ج2)، (مجموعة قصصية)، وزارة الثقافة، (سوريا)، 1996.
27ـ سراب تحت الماء، (رواية للشباب)، دار الهلال، (مصر)، الطبعة الأولى 1996، دار المعارف، (مصر)، الطبعة الثانية 2009.
28ـ سندريللا 2000، (رواية للشباب)، وزارة الثقافة، (سوريا)، الطبعة الأولى 1996، (سندريللا تعود)، دار المعارف، (مصر)، الطبعة الثانية 2001.
29ـ الحلم والمستقبل، (مجموعة قصصية)، اتحاد الكتّأب العرب، (سوريا)، 1997.
30 إلى 45ـ سلسلة رحلات عصفور وعصفورة في بلاد الدنيا (16) جزء، دار الكتاب المصري اللبناني، (مصر)، 1997.
46ـ البقرة المأمونة.. والبقرة المجنونة، (مجموعة قصصية)، دار الهلال، (مصر)، الطبعة الأولى 1997، الهيئة المصرية العامة للكتاب، (مصر)، الطبعة الثانية 2006.
47ـ رواية المستقبل، (ثلاثية روائية من الخيال العلمي)، وزارة الثقافة، (سوريا)، 1997.
48ـ من أنا؟ من أكون؟، (رواية من الخيال العلمي)، دار الهلال، (مصر)، الطبعة الأولى 1998، دار إلياس، (مصر)، الطبعة الثانية 2010.
49ـ يحكى أن، (مجموعة قصصية)، اتحاد الكتّأب العرب، (سوريا)، 1999.
50ـ الفراشة رفرف، (مجموعة قصصية)، دار المعارف، (مصر)، الطبعة الأولى 2001، الطبعة الثانية 2003.
51ـ النملة تنال الجائزة، (مجموعة قصصية)، دار المعارف، (مصر)، الطبعة الأولى 2000، الطبعة الثانية 2001.
52ـ الببغاء غالي، (مجموعة قصصية)، وزارة الثقافة، (سوريا)، 2001.
53ـ الماسة السوداء وقصص أخرى، (مجموعة قصصية)، دار لونغمان العالمية، (مصر)، 2001.
54ـ وفي يده حجر، (مجموعة قصصية)، دار المعارف، (مصر)، 2001.
55ـ النبات الذي أصبح قاتلاً، (رواية للشباب)، الهيئة المصرية العامة للكتاب، (مصر)، 2001.
56ـ الطاووس وانس، (مجموعة قصصية)، الهيئة المصرية العامة للكتاب، (مصر)، 2001.
57ـ إجازة في المريخ، (رواية من الخيال العلمي)، دار الهلال، (مصر)، الطبعة الأولى 2002، الهيئة المصرية العامة للكتاب، (مصر)، الطبعة الثانية 2006.
58ـ الأحلام الخضراء، (مجموعة قصصية)، دار المعارف، (مصر)، 2002.
59ـ النجم الهارب إلى السماء، (رواية للشباب)، دار المعارف، (مصر)، 2002.
60ـ شعاع من نور، (قصة طويلة)، دار المعارف، (مصر)، 2002.
61ـ من وحي الأنبياء، (مجموعة قصصية)، دار المعارف، (مصر)، 2002.
62ـ زيد بن حارثة، (سلسلة صحابة الرسول ﷺ)، دار المعارف، (مصر)، الطبعة الأولى 2002، الطبعة الثانية 2007.
63ـ جعفر بن أبي طالب، (سلسلة صحابة الرسول (ص))، دار المعارف، (مصر)، 2005.
64 إلى 83 ـ سلسلة السيرة النبوية الشريفة باللغة الإنكليزية، مؤسسة مناهج العالمية، 2006.
84ـ عبد الله بن عمر، (سلسلة صحابة الرسول (ص))، دار المعارف، (مصر)، الطبعة الأولى 2006، الطبعة الثانية 2007.
85ـ المشي فوق الجمر (سلسلة أبناء الحجارة)، (مجموعة قصصية)، دار مجدلاوي، (الأردن)، 2006.
86ـ بلون الدم (سلسلة أبناء الحجارة)، (مجموعة قصصية)، دار مجدلاوي، (الأردن)، 2006.
87ـ اسمي عباد الشمس، (مجموعة قصصية)، دار المعارف، (مصر)، 2006.
88ـ الصديقان، (قصة طويلة)، الهيئة المصرية العامة للكتاب، (مصر)، 2006.
89ـ وئام لا خصام، (قصة طويلة)، الهيئة المصرية العامة للكتاب، (مصر)، 2006.
90 إلى 99ـ سلسلة (بذور الأمل) (10) أجزاء، (مجموعة قصصية لذوي الاحتياجات الخاصة)، الدار المصرية اللبنانية، (مصر)، الطبعة الأولى 2006، مكتبة الأسرة 2007.
100ـ أنفلونزا يا فايزة، (مجموعة قصصية)، الدار المصرية اللبنانية، (مصر)، 2006.
101ـ عودة سندريللا، (مسرحية شعرية)، الناشر: نزيه جرجس، (مصر)، 2006.
102ـ بذور الشيطان، (رواية)، دار الهلال (سلسلة روايات الهلال)، (مصر)، 2007.
103ـ الماسة الزرقاء، (رواية) (سلسلة المكتبة الخضراء)، دار المعارف، (مصر)، الطبعة الأولى 2007، الطبعة الثانية 2011.
104ـ العصفورة دورا، (مجموعة قصصية)، وزارة الثقافة، (سوريا)، 2007.
105ـ الأرنب بيبو، (مجموعة قصصية)، اتحاد الكتّأب العرب، (سوريا)، 2008.
106ـ وبالوالدين إحسانا، (قصة طويلة)، دار المعارف، (مصر)، 2008.
107 إلى 111ـ سلسلة يحكى أن (5 أجزاء)، (قصص للأطفال)، دار الرشاد، (مصر)، الطبعة الأولى 2008، مكتبة الأسرة، الطبعة الثانية 2008.
112 إلى 121ـ سلسلة كان وصار (10) أجزاء، (قصص للأطفال)، دار الرشاد، (مصر)، الطبعة الأولى 2008
122ـ بأيدينا معاً، (مجموعة قصصية) الهيئة المصرية العامة للكتاب، (مصر)، 2008.
123ـ أحبك كالماء، (مجموعة قصصية) الهيئة المصرية العامة للكتاب، (مصر)، 2008.
124ـ غابة الأسرار، (رواية) (سلسلة المكتبة الخضراء)، دار المعارف، (مصر)، 2008.
125ـ شاهد صدق، (قصة طويلة)، دار المعارف، (مصر)، 2008.
126ـ مرزوق، (قصة طويلة)، دار المعارف، (مصر)، 2008.
127ـ عمر بن الخطاب، (سلسلة صحابة الرسول (ص))، دار المعارف، (مصر)، 2009.
128ـ أطفال في خطر، (مجموعة قصصية)، الدار المصرية اللبنانية، (مصر)، 2010.
129ـ الأزهار الشريرة، (رواية للشباب)، الدار المصرية اللبنانية، (مصر)، 2010.
130ـ الاختيار، (رواية من الخيال العلمي)، دار الهلال (سلسلة روايات الهلال)، (مصر)، 2010.
131ـ فأما اليتيم فلا تقهر، (قصة طويلة)، دار المعارف، (مصر)، 2010.
132ـ اجتماع طارئ للطيور، (مجموعة قصصية)، وزارة الثقافة، (سوريا)، 2011.
133- الأختيار، (رواية) من إصدارات: وزارة التعليم العالي ـ جامعة دمشق الأدب العلمي 2017
134- قنديل في ليل طويل، (مجموعة قصصية عن أطفال الشوارع) من إصدار (دار دلتا للنشر والتوزيع) - مصر - 2018
135- أنا الأوسط، (قصة للأطفال) من إصدار (دار الحافظ للنشر) ـ سوريا ـ 2018

## دراسات مطبوعة في كتب
- جماليات البيئة وطرق الحفاظ عليها، اليونيسف، 1994.
- الكتاب الإلكتروني ومستقبل الكتاب المطبوع، اتحاد الكتاب العرب، (المؤتمر العام العشرون للاتحاد العام للأدباء والكتاب العرب)، 1997.
- نحو أدب مستقبلي للأطفال، جائزة الشيخة فاطمة آل نهيان للطفولة (الإمارات).
- دراسات في أدب الطفل، اتحاد كتاب مصر، 2006.
- أدب الطفل.. واقعه، إشكالاته، وآفاقه، جامعة المدية، منشورات مديرية الثقافة لولاية المدية، الجزائر، 2009.
- أدب الطفل بين الكتاب التقليدي والكتاب الإلكتروني، جامعة المدية، منشورات مديرية الثقافة لولاية المدية، الجزائر، 2011.

## موسوعات عالمية
أدرج اسمها في أكثر من تسعة عشر موسوعة عالمية (WHO’S WHO) في كامبردج وأميركا والهند.

## أنشطة أخرى
أمينة سر الجمعية الوطنية السورية للإنسان والبيئة 1983- 1985.
زمالة الجمعية الدولية للسيرة الشخصية، المركز الدولي للسيرة الشخصية في كامبـردج، 1988-1991.
عضو في اتحاد الكتّاب العرب منذ عام 1992.
أمينة سر جمعية أدب الأطفال في اتحاد الكتّاب العرب 1994-1996.
عضو منتسب لدى اتحاد الكتّاب في مصر منذ عام 2000.
عضو في لجان قراءة وتقييم مخطوطات أدب الأطفال لدى اتحاد الكتّأب العرب، ووزارة الثقافة.
عضو لجان تحكيم لدى وزارة الثقافة، والهيئة العامة للإذاعة والتلفزيون، والمنظمة العربية للتربية والثقافة والعلوم (أليكسو).
عضو لجان تحكيم لجوائز أدبية في مجال أدب الأطفال، وأدب الخيال العلمي، والقصة، والدراما في سوريا ومصر.
عضو هيئة تحرير مجلة (أسامة) للأطفال الصادرة عن وزارة الثقافة في سوريا 2003ـ 2008.
عضو هيئة تحرير مجلة (الخيال العلمي) الصادرة عن وزارة الثقافة في سوريا.
عضو اللجنة الاستشارية العليا لدى وزارة الثقافة في سوريا لدعم القرارات وتطوير حركة النشر للأطفال واليافعين.
عضو لجنة خبراء الأليكسو لأدب الخيال العلمي.
عضو الهيئة الاستشارية العليا للمركز العربي للثقافة والإعلام.
أمينة سر رابطة الخيال العلمي.